# Pallavolo ai Giochi panamericani - Torneo maschile
Il torneo maschile di pallavolo ai Giochi panamericani si svolge con una cadenza di ogni quattro anni durante i Giochi panamericani. Introdotto nei giochi nel 1955, alla competizione partecipano un totale di otto squadre sia nordamericane sia sudamericane.

## Edizioni
| Edizione      | Edizione          |  | Podio       | Podio       | Podio     |
| Anno          | Organizzatore     |  | Campione    | Seconda     | Terza     |
| ------------- | ----------------- |  | ----------- | ----------- | --------- |
| 1955 Dettagli | Città del Messico |  | Stati Uniti | Messico     | Brasile   |
| 1959 Dettagli | Chicago           |  | Stati Uniti | Brasile     | Messico   |
| 1963 Dettagli | San Paolo         |  | Brasile     | Stati Uniti | Argentina |
| 1967 Dettagli | Winnipeg          |  | Stati Uniti | Brasile     | Cuba      |
| 1971 Dettagli | Cali              |  | Cuba        | Stati Uniti | Brasile   |
| 1975 Dettagli | Città del Messico |  | Cuba        | Brasile     | Messico   |
| 1979 Dettagli | San Juan          |  | Cuba        | Brasile     | Canada    |
| 1983 Dettagli | Caracas           |  | Brasile     | Cuba        | Argentina |
| 1987 Dettagli | Indianapolis      |  | Stati Uniti | Cuba        | Brasile   |
| 1991 Dettagli | L'Avana           |  | Cuba        | Brasile     | Argentina |
| 1995 Dettagli | Mar del Plata     |  | Argentina   | Stati Uniti | Cuba      |
| 1999 Dettagli | Winnipeg          |  | Cuba        | Brasile     | Canada    |
| 2003 Dettagli | Santo Domingo     |  | Venezuela   | Cuba        | Brasile   |
| 2007 Dettagli | Rio de Janeiro    |  | Brasile     | Stati Uniti | Cuba      |
| 2011 Dettagli | Guadalajara       |  | Brasile     | Cuba        | Argentina |
| 2015 Dettagli | Toronto           |  | Argentina   | Brasile     | Canada    |
| 2019 Dettagli | Perù              |  | Argentina   | Cuba        | Brasile   |
| 2023 Dettagli | Santiago del Cile |  | Brasile     | Argentina   | Colombia  |

## Medagliere
| Pos. | Squadra     | 1º posto | 2º posto | 3º posto | Totale |
| ---- | ----------- | -------- | -------- | -------- | ------ |
| 1    | Brasile     | 5        | 7        | 5        | 17     |
| 2    | Cuba        | 5        | 5        | 3        | 13     |
| 3    | Stati Uniti | 4        | 4        | 0        | 8      |
| 4    | Argentina   | 3        | 1        | 4        | 8      |
| 5    | Venezuela   | 1        | 0        | 0        | 1      |
| 6    | Messico     | 0        | 1        | 2        | 3      |
| 7    | Canada      | 0        | 0        | 3        | 3      |
| 8    | Colombia    | 0        | 0        | 1        | 1      |